# Connor McMichael
Connor McMichael (Ajax, 15 de enero de 2001) apodado McJesus, es un jugador profesional canadiense de hockey sobre hielo que se desempeña en la posición de centro en Washington Capitals, equipo de la National Hockey League (NHL).

## Carrera
Fue seleccionado en la primera ronda en la NHL Entry Draft de 2019. En 2020 hizo su debut profesional con el equipo Washington Capitals, donde lleva jugando cuatro temporadas.